# Бордони, Франческо
Франческо Бордони, также известный как Франциск Бурдон (итал. Francesco Bordoni, фр. Francisque Bourdon; 1580, Флоренция — 16 февраля 1654, Париж) — итальянский скульптор, работавший в основном во Франции. Он был учеником и зятем Пьетро Франкавиллы и завершил ряд произведений и проектов Франкавиллы после смерти последнего в 1615 году.

## Жизнь и творчество
Сын Бартоломео (Бальдинуччи), он родился во Флоренции. В 1592 году женился на Бернарде, дочери Пьетро Франкавиллы. Работал в мастерской Джамболоньи во Флоренции во времена великого герцога Тосканы Фердинандо I Медичи. Около 1601 года последовал за своим тестем во Францию. Затем он вернулся во Флоренцию, но в 1607 году снова оказался во Франции, в Сен-Жермен-ан-Ле. Он работал у Томмазо Франчини и его брата Алессандро над скульптурами для украшения фонтанов, построенных ими для садов королевского замка Генрихa IV в Сен-Жермен-ан-Ле по образцу виллы Медичи в Пратолино.
Когда Мария Медичи, королева Франции флорентийского происхождения, решила установить конную статую в честь своего мужа Генриха IV, она поручила заказ итальянскому скульптору Джамболонье. После смерти Джамболоньи в 1608 году отливку и отделку выполнил его ученик Пьетро Такка. Когда бронза прибыла в Париж, королева заказала пьедестал Пьеру де Франквилю, как его называли во Франции. Перед смертью в 1615 году он создал три барельефа для постамента, которые будут отлиты из бронзы, и этюды фигур четырёх связанных пленников. В 1618 году король Людовик XIII поручил Бордони закончить эти статуи, что и было выполнено. Франческо Бордони, получивший к тому времени права гражданина Франции, отлил и обработал скульптуры из бронзы.
В 1608 году Бордони был занят украшением Тюильри и Лувра. В 1630 году он стал первым скульптором короля. В 1633 году для капеллы Троицы замка Фонтенбло он создал мраморный пол и главный алтарь со статуями Святого Людовика, Карла Великого и четырёх бронзовых ангелов. Для Марии Медичи в 1625—1630 годах Франческо Бордони вместе с Томмазо Франчини создавал «Фонтан Медичи» по образцу итальянских в Люксембургском саду в Париже.

## Галерея
- Главный алтарь капеллы Святой Троицы со статуями Святого Людовика, Карла Великого и четырех бронзовых ангелов. 1633. Замок Фонтенбло
- Бюст Людовика XIII. 1630-е. Бронза. Лувр, Париж
- Четыре кувшина. 1603. Детали «фонтана Тибра» парка Фонтенбло. Бронза. Лувр, Париж
- Памятник королю Генриху IV. Проект. Офорт П. Бриссара. 1635. Национальная библиотека, Париж
- Четыре пленника. Фигуры постамента памятника королю Генриху IV. Бронза. Лувр, Париж
- Фонтан Медичи. 1625—1630. Люксембургский сад, Париж